# 주간고속도로 제8호선
주간고속도로 제8호선(영어: Interstate 8, I-8)은 미국 남서부 캘리포니아주 샌디에이고(San Diego)와 남서부 애리조나주 카사그랜드(Casa Grande) 근교를 연결하는 총 연장 560.45km의 고속도로이다. 특히 샌디에이고 군과 임페리얼 군의 경계에서 멕시코 국경과 매우 가깝고 임페리얼 군에서는 고속도로 변과 멕시코 국경과의 거리가 1km도 채 되지 않는다.
8호선은 각 차선이 서로 다른 두 개의 큰 계곡(캐니언)을 지나면서 17.7km(11mi)에 걸쳐서 약 1200m(4000ft)를 하강하는 곳도 있다. 이 때문에 8호선은 상행선과 하행선 도로 사이에 놓여져 있는 빈 공간이 2.4km(1.5mi)나 벌어진 곳도 있어 미국 전 주간고속도로 중 가장 긴 수치에 들기도 하고 캘리포니아주 남부 엘센트로(El Centro) 부근에서는 고도가 -16m(-52ft)를 기록해 내륙에 있는 고속도로 중에서는 가장 낮다. 한편 해양과 육지를 통틀어 가장 낮은 곳은 95호선의 메릴랜드주 볼티모어에 있는 포트멕헨리 해저터널로 -32.6m(-107ft)이다.